# La colline a des yeux (film, 1977)
Cet article concerne le film de Wes Craven. Pour le remake d'Alexandre Aja, voir La colline a des yeux.
Pour les articles homonymes, voir La colline a des yeux.
Série La colline a des yeux
La colline a des yeux 2
(1985)
Pour plus de détails, voir Fiche technique et Distribution.
La colline a des yeux ou Le visage de la peur au Québec (The Hills Have Eyes) est un film américain réalisé par Wes Craven et sorti en 1977.

## Synopsis
Une famille d'Américains moyens, les Carter, décide de partir en voyage en Californie afin de pouvoir mieux resserrer les liens. Le père, Big Bob, est un ancien policier de Cleveland qui est mis à la retraite pour des problèmes de cœur. Sa famille est composée de son épouse, Ethel ; de leur fille aînée, Lynn ; du mari de Lynn, Doug ; de leur bébé, Catherine ; de Brenda, la seconde fille de Bob ; et du fils de Bob, Bobby.
Alors qu'ils cherchent un raccourci sur une route du désert du Nouveau-Mexique (zone d'essais nucléaires dans les années 1950 reconvertie en base pour l’aviation) et que Big Bob insiste pour visiter une mine de fer abandonnée, ils ont un accident dans lequel les pneus sont crevés. C'est le début d'une longue descente aux enfers puisque la famille devient la proie d'une famille de cannibales vivant cachée dans les collines voisines.

## Fiche technique
- Titre français : La colline a des yeux
- Titre québécois : Le visage de la peur[1]
- Titre original : The Hills Have Eyes
- Titre provisoire : Blood Relations[1]
- Réalisation : Wes Craven
- Scénario : Wes Craven
- Musique : Don Peake
- Photographie : Eric Saarinen (en)
- Montage : Wes Craven
- Direction artistique : Robert A. Burns (en)
- Costumes : Joanne Jaffe
- Production : Peter Locke (en) et Kurt Tarvis
- Société de production : Blood Relations Co.
- Pays d'origine :  États-Unis
- Budget : 230 000 $
- Format : Couleurs - 1,85:1 - Mono - 16 mm
- Genre : horreur
- Durée : 89 minutes
- Dates de sortie[1] :
  - États-Unis : 22 juillet 1977
  - France : 20 juin 1979
- Film interdit aux moins de 16 ans lors de sa sortie en salle[Où ?]

## Distribution
- Susan Lanier : Brenda Carter
- Robert Houston : Bobby Carter
- Martin Speer : Doug Wood
- Dee Wallace-Stone : Lynn Wood
- Russ Grieve : Big Bob Carter
- John Steadman (en) : Fred
- James Whitworth (de) : Jupiter
- Virginia Vincent : Ethel Carter
- Lance Gordon : Mars
- Michael Berryman : Pluto
- Janus Blythe (en) : Ruby
- Cordy Clark : Mama
- Brenda Marinoff : Katy, le bébé
- Peter Locke (en) : Mercury
- Flora : Beauty
- Striker : La Bête

## Production

### Développement
Le film s'inspire en partie de l'histoire controversée de Sawney Bean et de sa famille (une femme, huit fils, six filles et d'innombrables petits-enfants), un clan sauvage qui errait, selon le Newgate Calendar, dans la région montagneuse de l'est de l'Écosse, près d'Édimbourg, au début des années 1600. Ils auraient finalement été capturés sur ordre du roi Jacques Ier d'Angleterre, tenus pour fous et exécutés sans procès.

### Tournage
Le film a été tourné en Californie à Apple Valley et Victorville.

## Censure
Lorsque le film a été soumis pour la première fois à la Motion Picture Association of America, il a été classé X, ce qui aurait relégué le film au circuit des films pornographiques et en aurait sérieusement compromis les recettes. Le réalisateur a donc modifié le montage pour qu'il ne soit classé que R - Restricted (les mineurs de moins de 17 ans doivent être accompagnés d'un adulte). Le montage original a été perdu à jamais[réf. nécessaire].

## Distinctions
- Prix du Jury lors du Festival international du film de Catalogne en 1977[3].
- Nomination au prix du meilleur acteur dans un film d'horreur pour Michael Berryman, par l'Académie des films de science-fiction, fantastique et horreur en 1978.

## Suite et remake
Ce film a fait l'objet d'une suite en 1985, La colline a des yeux 2, réalisée également par Wes Craven. En 1995, HBO produit le film The Outpost, parfois intitulé Mind Ripper ou The Hills Have Eyes III. Hormis la présence de Craven à la production, ce film n'a cependant aucun lien avec La colline a des yeux et La colline a des yeux 2.
Craven produit un remake de son propre film, La colline a des yeux, réalisé par Alexandre Aja, qui sort en 2006. Ce film est aussi suivi d'une suite en 2007, La colline a des yeux 2.